# Rue Ramus
La rue Ramus est une voie du 20e arrondissement de Paris, en France.

## Situation et accès
La rue Ramus est une voie publique située dans le 20e arrondissement de Paris. Elle débute au 5, rue Charles-Renouvier et se termine au 4, avenue du Père-Lachaise.

## Origine du nom

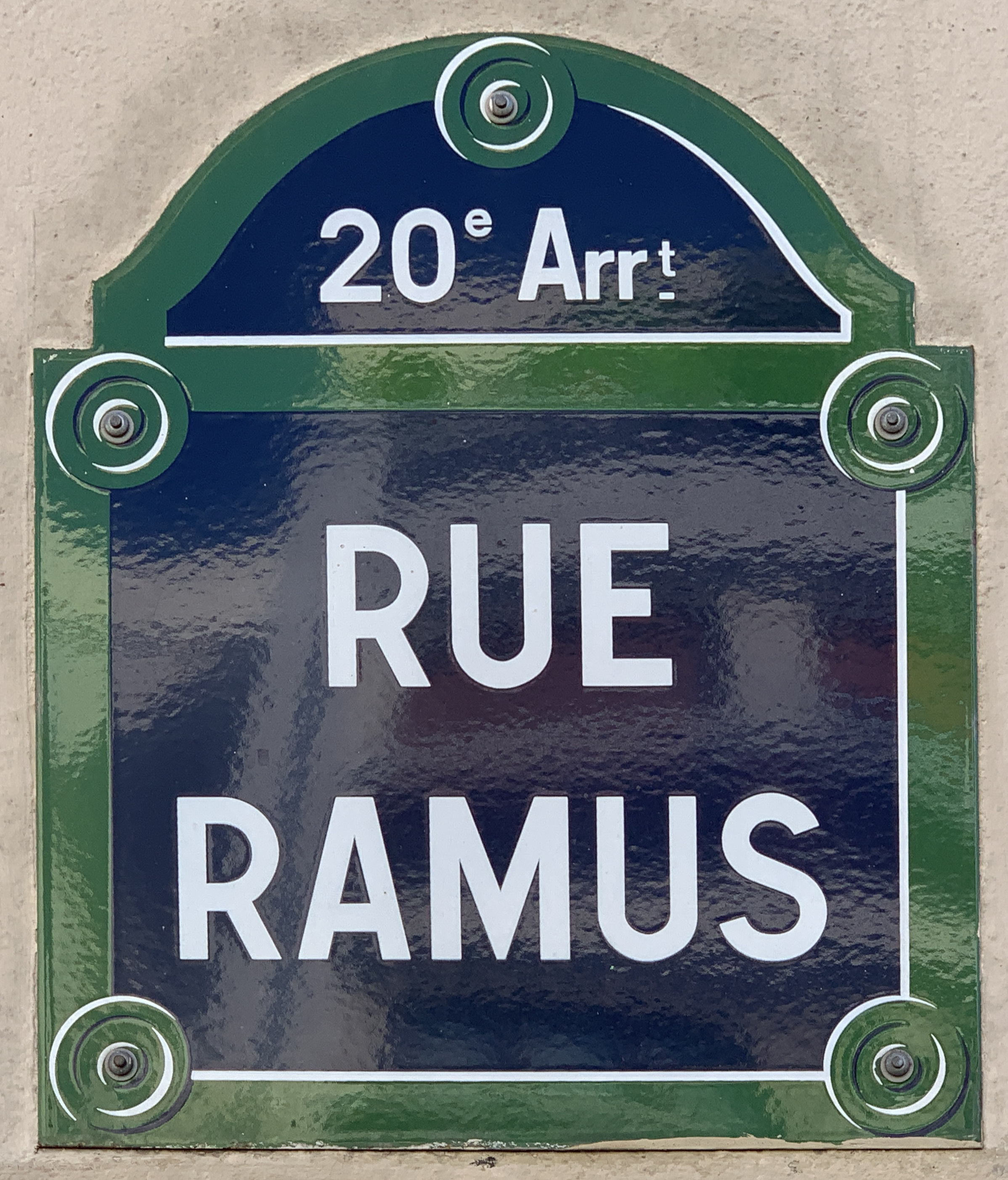
Plaque de la rue.

Elle porte le nom du philosophe Pierre de la Ramée, dit Ramus (1515-1572).

## Historique
La partie située entre les rues Eugénie-Legrand et Émile-Landrin, formée en 1830, est une section du « sentier des Dives » qui prit ensuite le nom de « sentier des Basses-Dives », « sentier de la Cour-des-Noues », voie qui fut incorporée dans la « rue du Chemin-de-Ronde-du-Père-Lachaise » avant de recevoir sa dénomination actuelle par un décret du 10 février 1875.
Cette partie rejoignit un tronçon de la rue actuelle commencé en 1892 sur une longueur de 19 mètres environ à partir de l'avenue du Père-Lachaise et l'ensemble fut prolongé sous ce nom par un décret du 18 novembre 1905 entre les rues Charles-Renouvier et Eugénie-Legrand.